# Mariage double
Pour plus de détails, voir Fiche technique et Distribution.
Mariage double (Double Wedding) est un film américain réalisé par Richard Thorpe, sorti en 1937.

## Synopsis
Irène voudrait faire du cinéma mais sa sœur Margit est déterminée à lui faire épouser le fiancé qu'elle lui a choisi voici quatre ans, Waldo. Charles Lodge, artiste bohème lui fait répéter son rôle à l’insu de sa sœur. Margit les surprend en pleine répétition et Irène décide qu'elle est amoureuse de Charles qui, lui, est tombé amoureux de Margit.

## Fiche technique
- Titre original : Double Wedding
- Titre français : Mariage double
- Réalisation : Richard Thorpe
- Scénario : Jo Swerling d'après la pièce Great Love (Nagy szerelem) de Ferenc Molnár
- Direction artistique : Cedric Gibbons
- Costumes : Adrian
- Photographie : William H. Daniels, Harold Rosson (non crédité)
- Musique : Edward Ward
- Montage : Frank Sullivan
- Production : Joseph Mankiewicz
- Société de production : Metro-Goldwyn-Mayer
- Société de distribution : Loew's Inc.
- Pays de production : États-Unis
- Langue originale : anglais
- Format : Noir et Blanc — 35 mm — 1,37:1 — son Mono (Western Electric Sound System)
- Genre : Comédie romantique
- Durée : 85-87 minutes
- Dates de sortie : 
  - États-Unis : 15 octobre 1937
  - France : 4 mai 1938

## Distribution
- William Powell : Charlie Lodge
- Myrna Loy : Margit Agnew
- Florence Rice : Irene Agnew
- John Beal : Waldo Beaver
- Jessie Ralph : Mme Kensington-Bly
- Edgar Kennedy : Spike
- Sidney Toler : M. Keough
- Mary Gordon : Mme Keough
- Barnett Parker : M. Flint
- Katherine Alexander : Claire Lodge, ex-femme de Charlie
- Priscilla Lawson : Felice
- Bert Roach : Shrank
- Donald Meek : Juge Blynn

Acteurs non crédités :
- Jules Cowles : Gus, serveur du Spike's
- Oscar O'Shea : Turnkey
- E. Alyn Warren : Al